# Silicon Docks

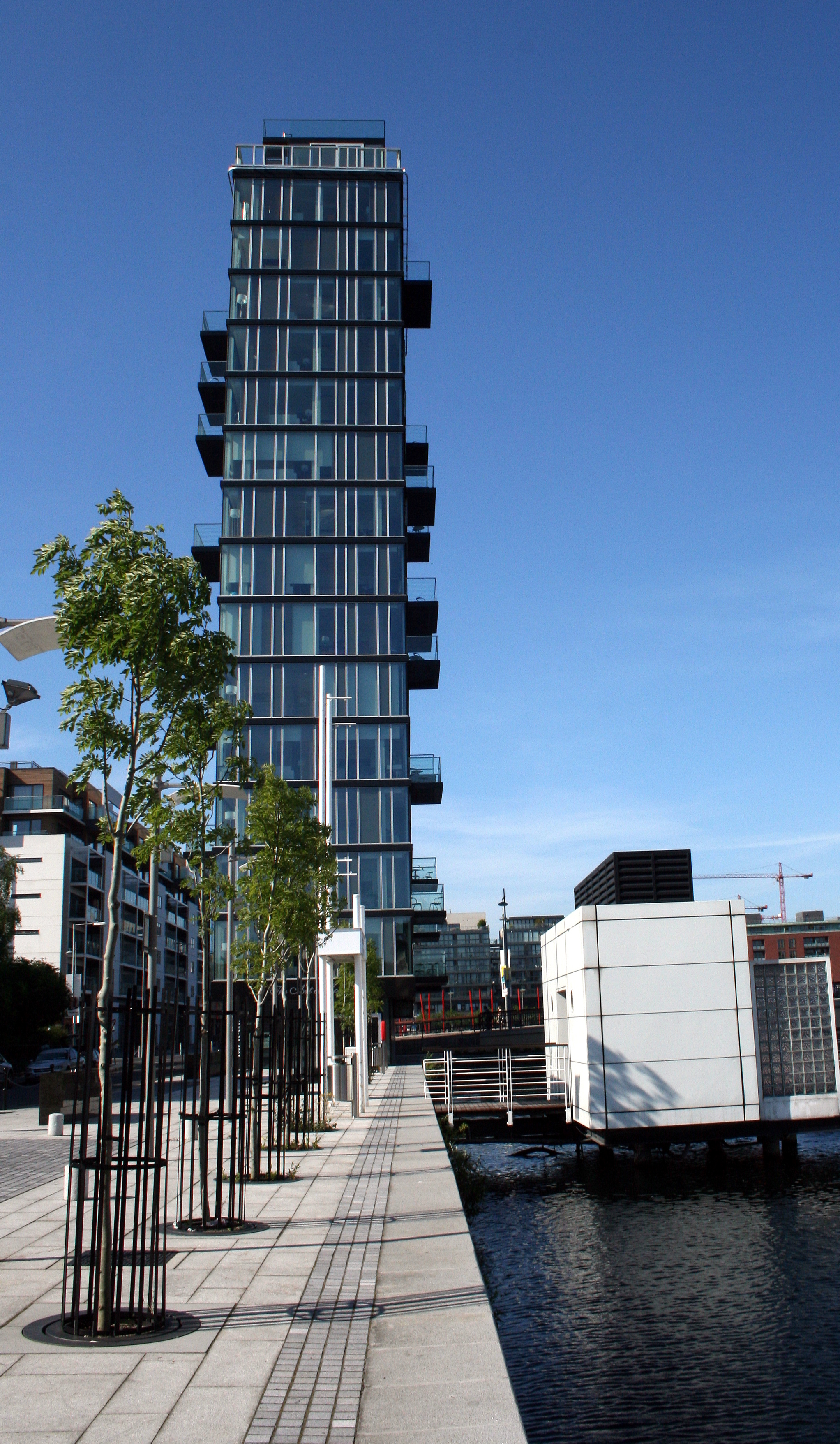
L'Alto Vetro Building e il National Waterways Visitor Centre

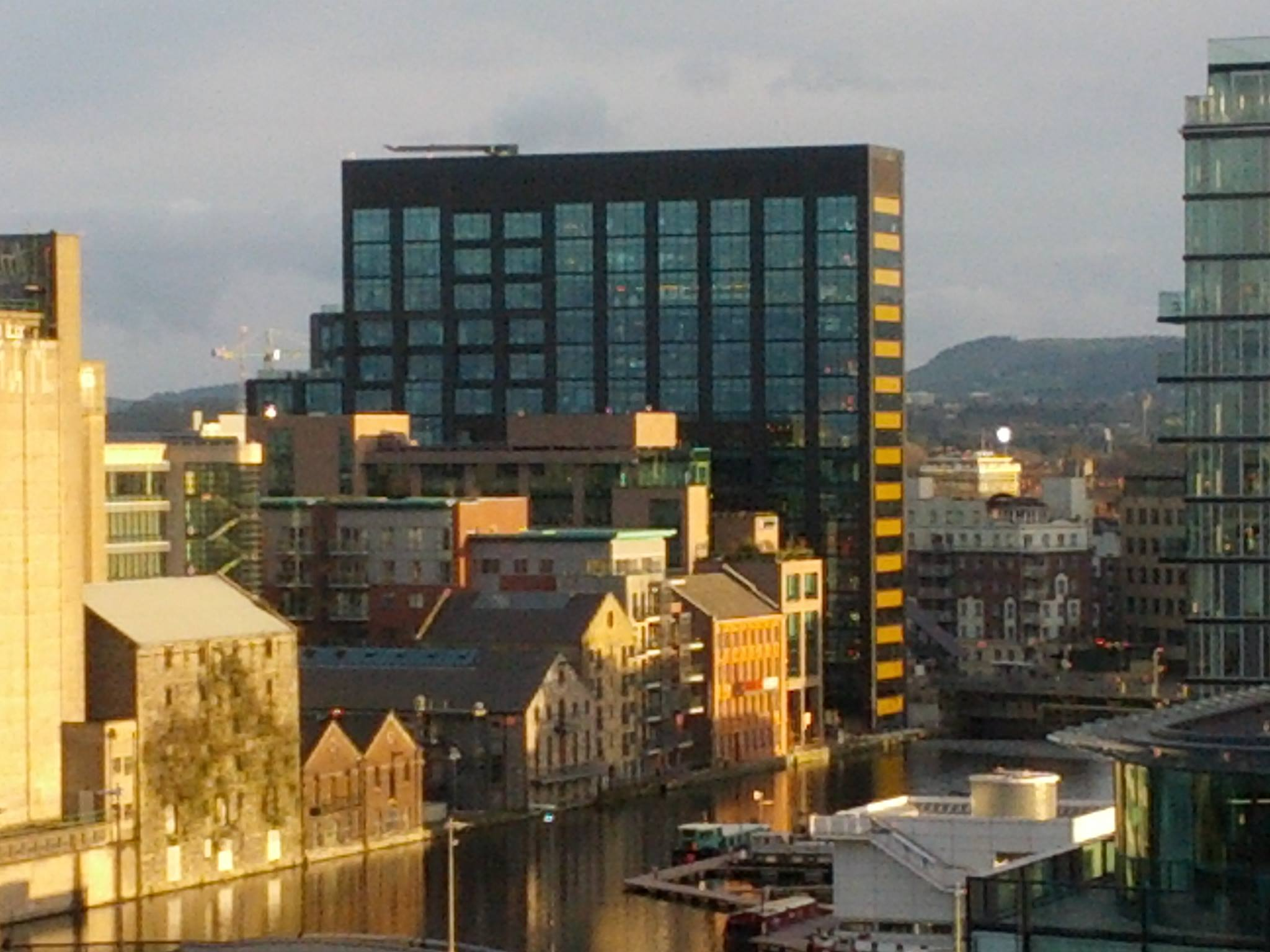
Vista dell'edificio Google Docks (Montevetro) dal tetto del Marker Hotel

Silicon Docks è un soprannome per l'area di Dublino, in Irlanda, attorno al Grand Canal Dock, che si estende dall'International Financial Services Centre al centro città sia ad est che a sud, vicino al Grand Canal. Il soprannome è un riferimento alla Silicon Valley, adottato per via della concentrazione dei quartier generali di molte aziende di alta tecnologia e startup. Sono all'incirca 7 000 i professionisti che lavorano in queste aziende.

## Etimologia
Il nome «Silicon Docks» è apparso la prima volta nel 2011 quando l'area è tornata alla ribalta con la ripresa economica dopo lo stallo dei progetti causato dalla crisi finanziaria del 2007-2008. Da allora, il termine è apparso in articoli di dvierse fonti mediatiche. Il 22 gennaio 2015, Liberties Press ha pubblicato un libro di Pamela Newenham, intitolato Silicon Docks: The Rise of Dublin as a Global Tech Hub.

## Sviluppo
Le ragioni dietro lo sviluppo della Silicon Docks, sebbene definite «scarse» o «impegnative», sono generalmente focalizzate sull'incentivo fiscale per le aziende, il capitale umano e i seed capital.